# Medalló
|  | No s'ha de confondre amb medalla. |

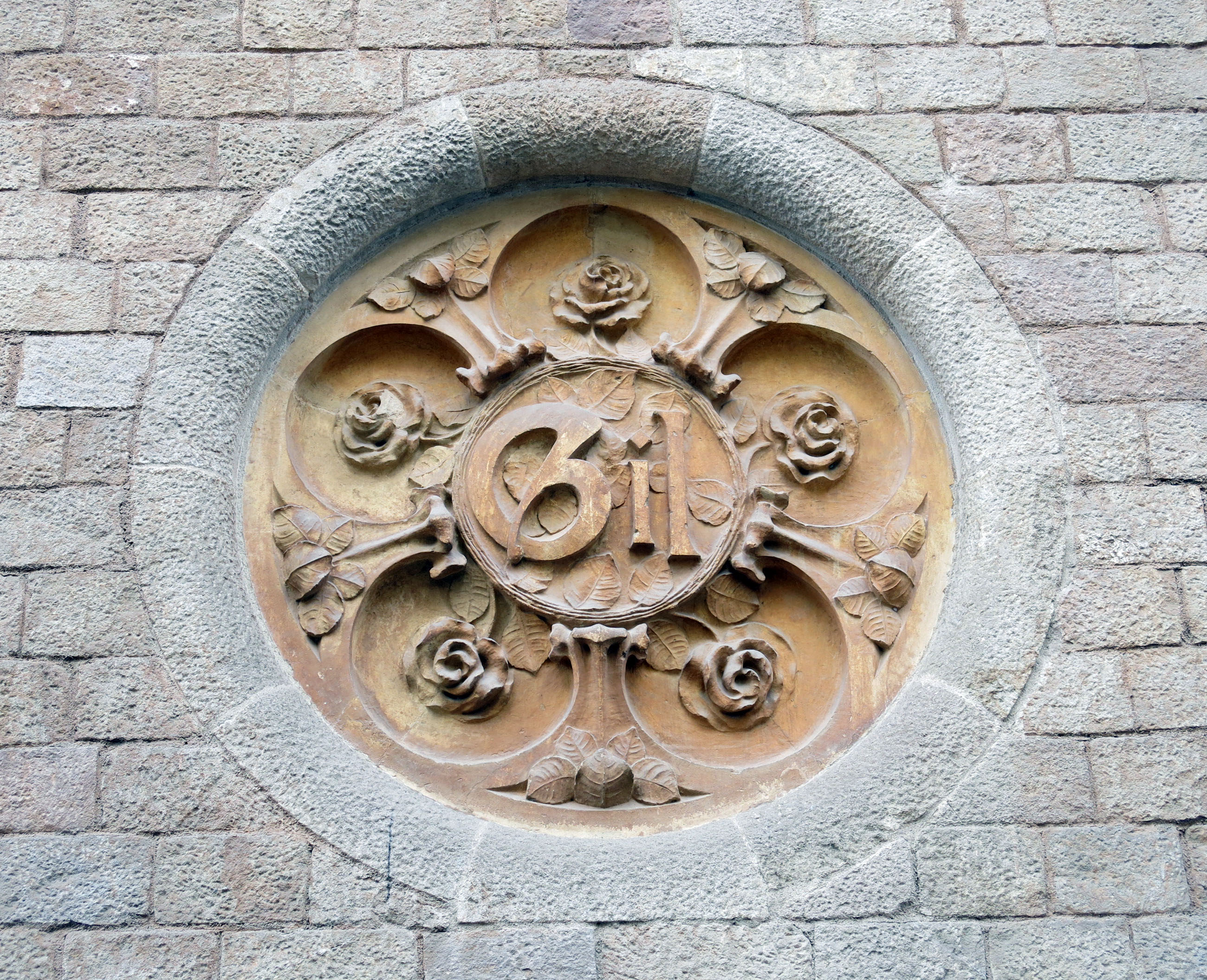
Hospital de Sant Pau, Barcelona, medalló de Pau Gil

Un medalló és un baix relleu de forma rodona o el·líptica, s'utilitza com a element decoratiu en arquitectura. Es poden utilitzar diversos materials, estuc, escaiola, combinats amb frescos, esculpit en la pedra, fusta en cadirats, retaules o orguess, o metall.

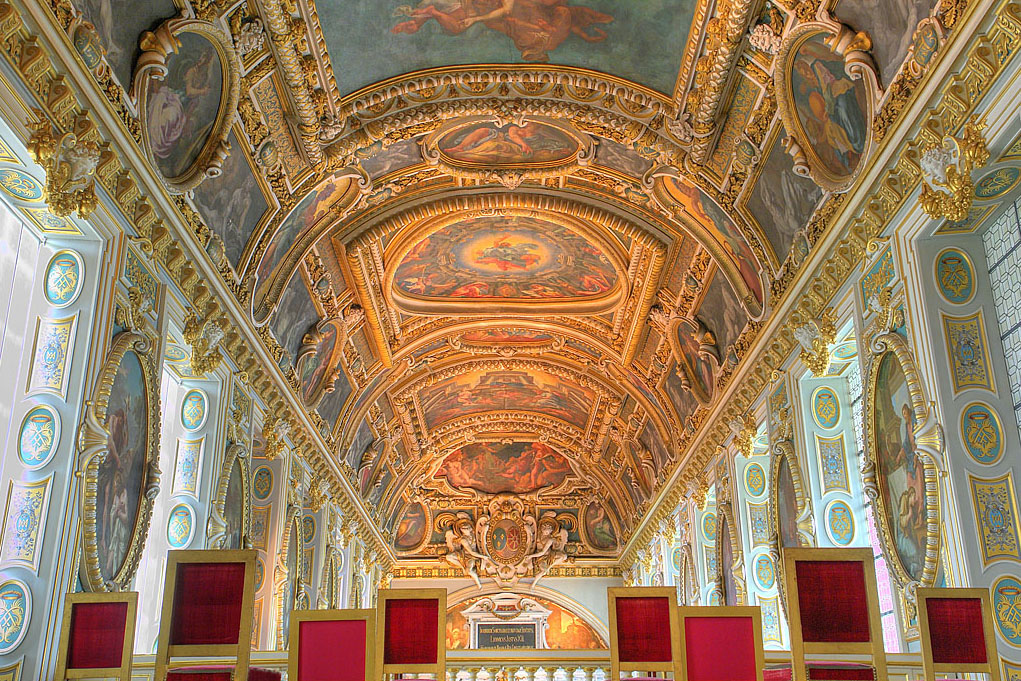
Capella del castell de Fontainebleau
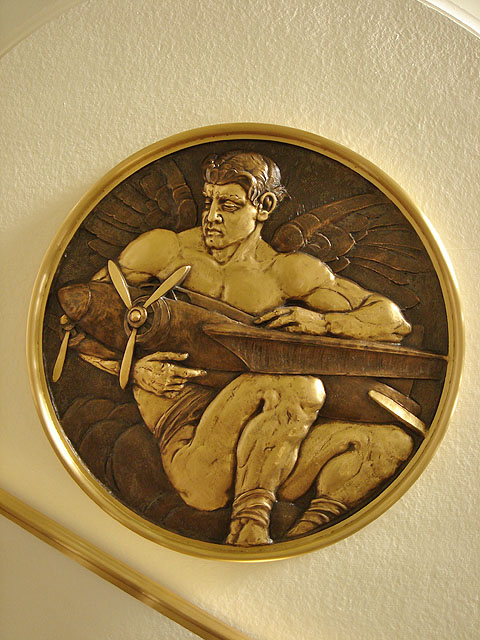
Ajuntament de Burbank, (Califòrnia)
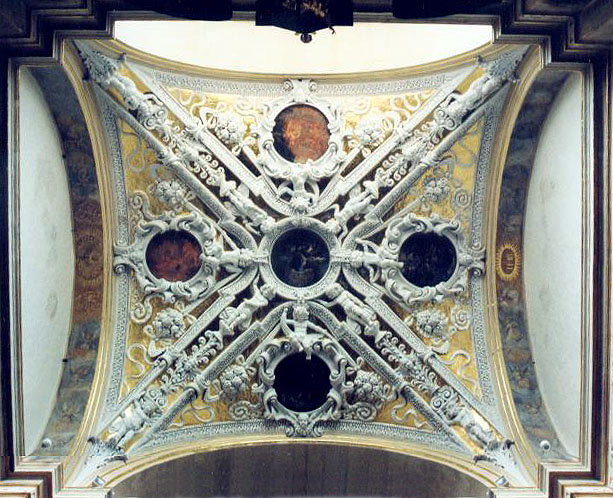
Cracòvia, església de Sant Pere i Sant Pau
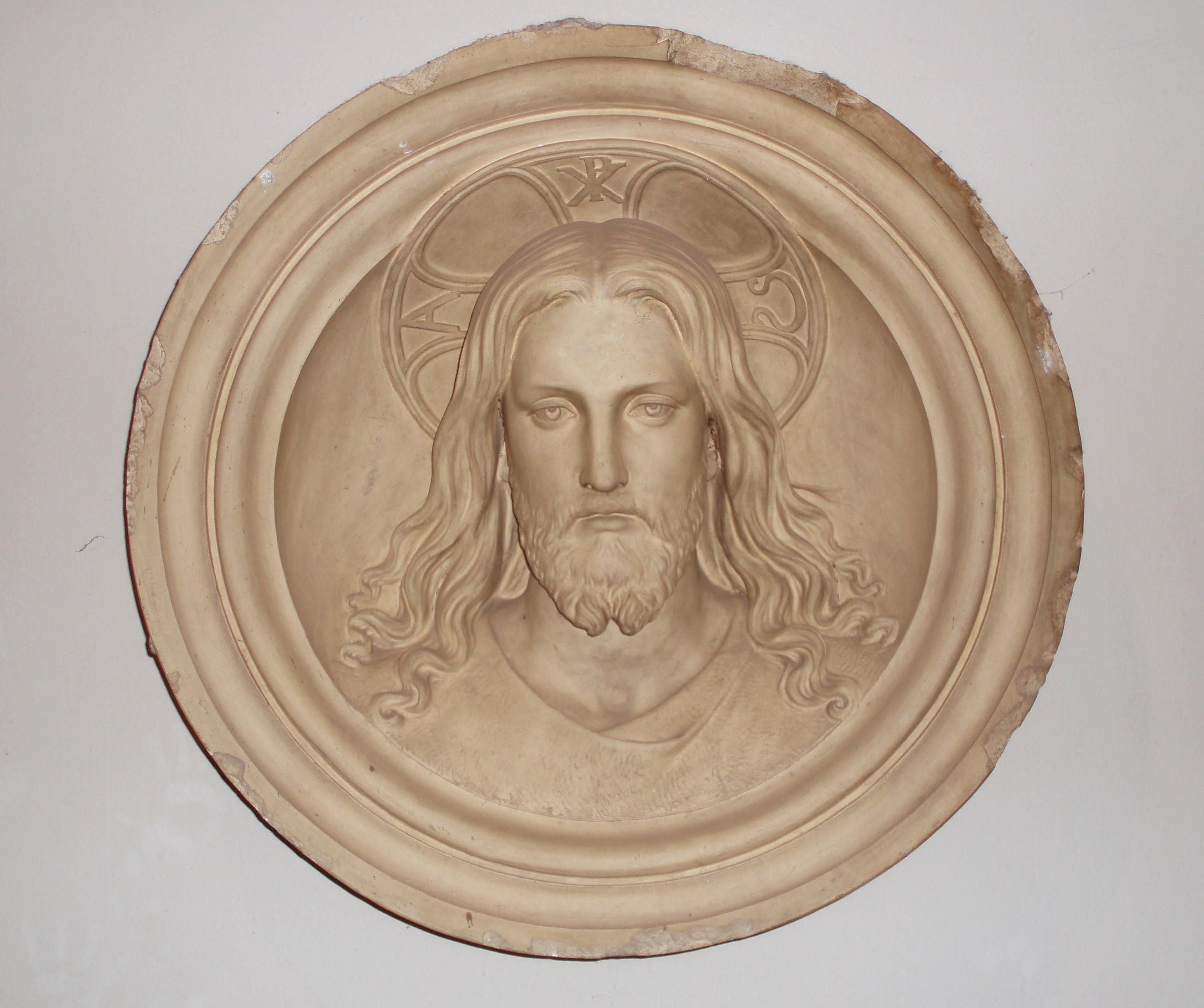
Berlín, església de Sant Pere i Sant Pau